# Auxois (paard)

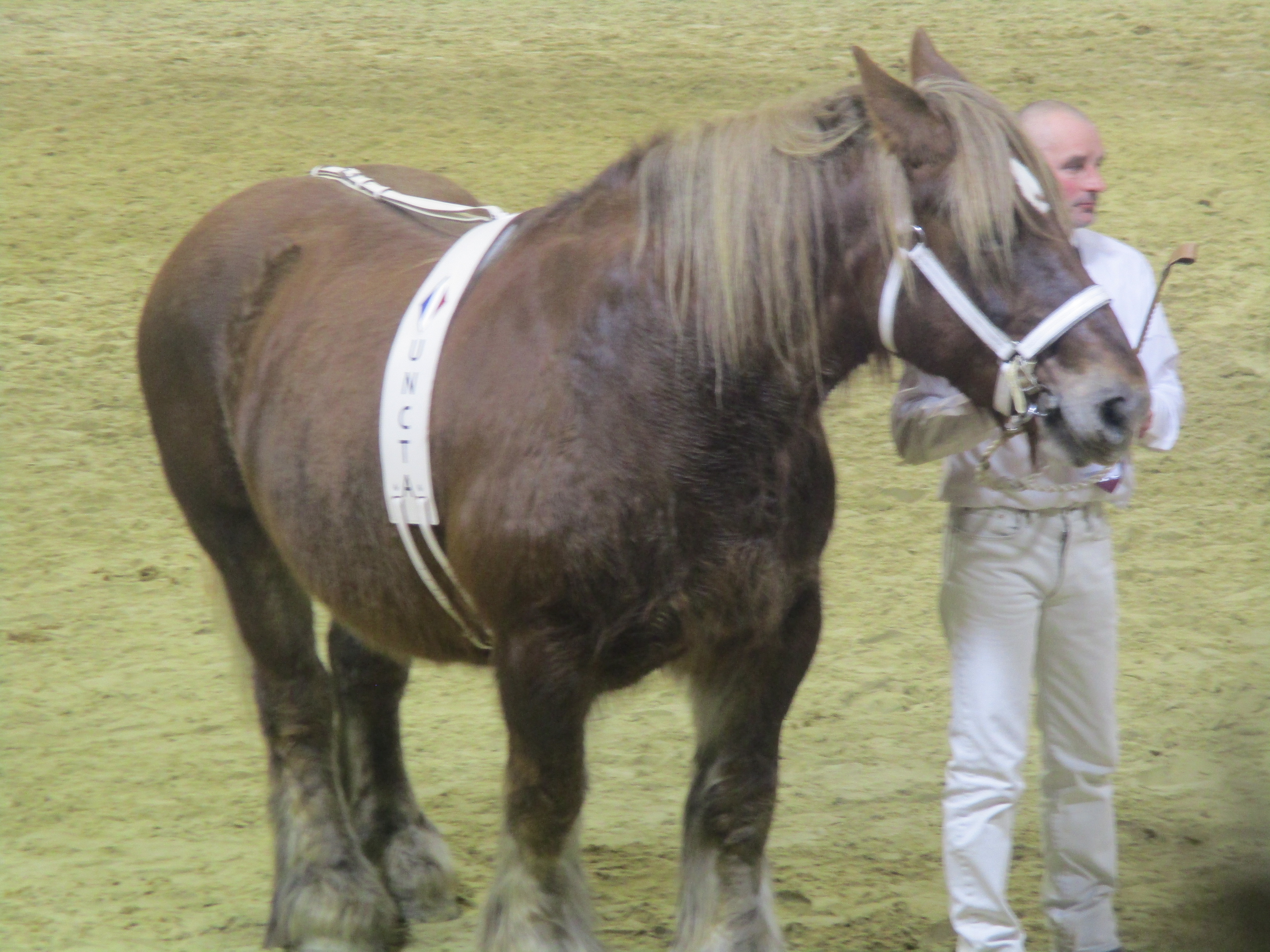
Een auxois op een keuring

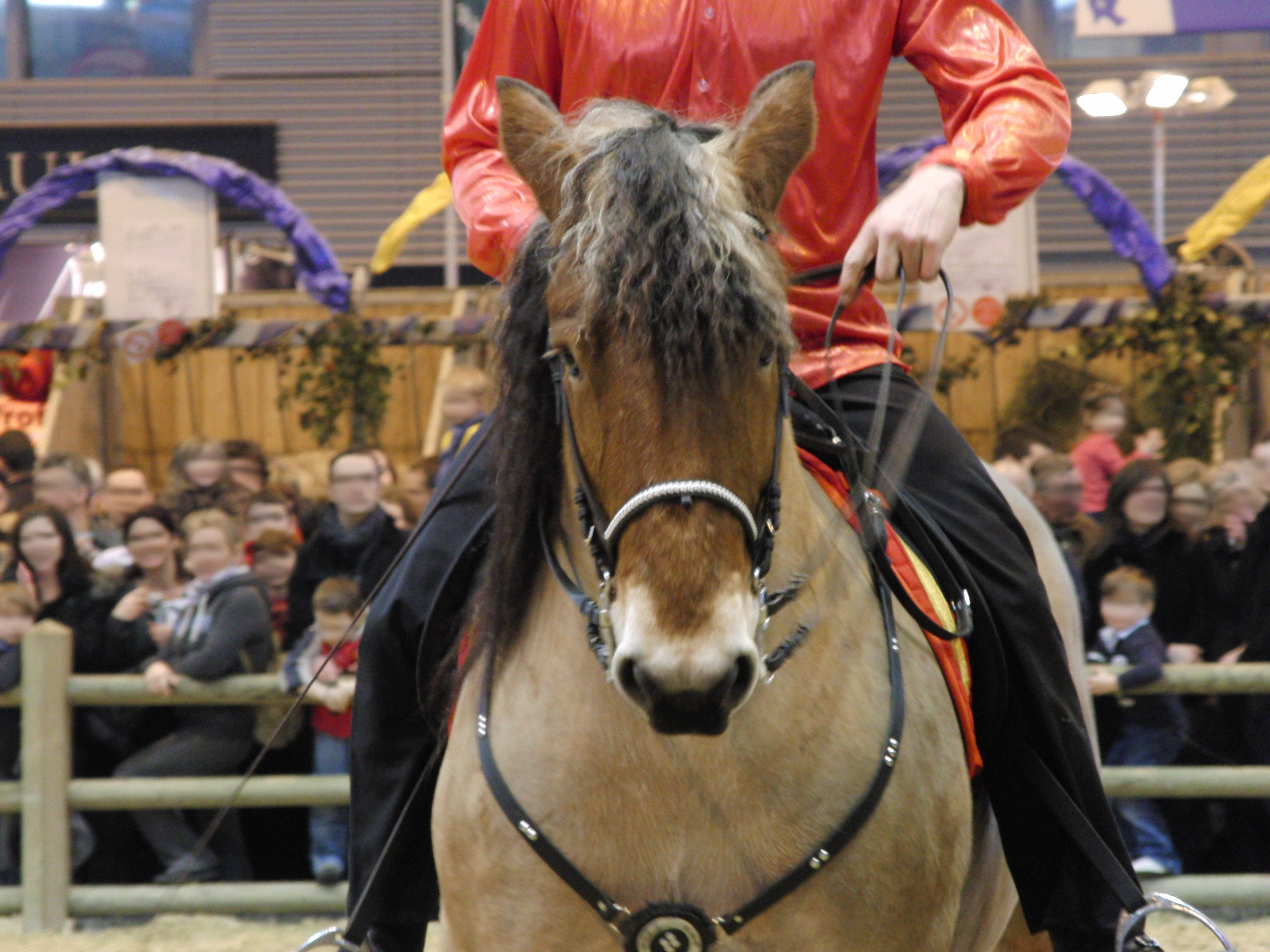
Een auxois onder het zadel

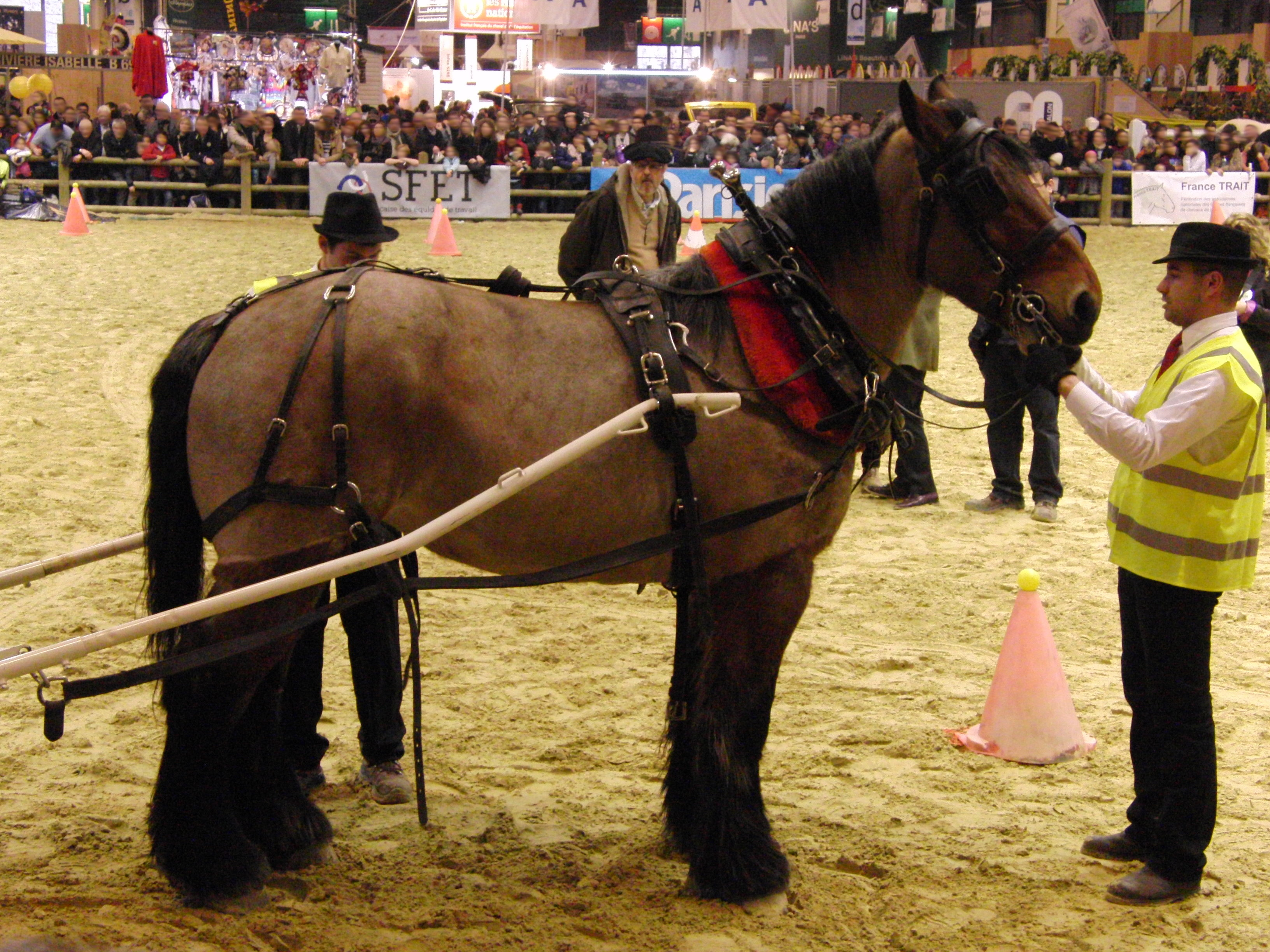
Een auxois in het tuig

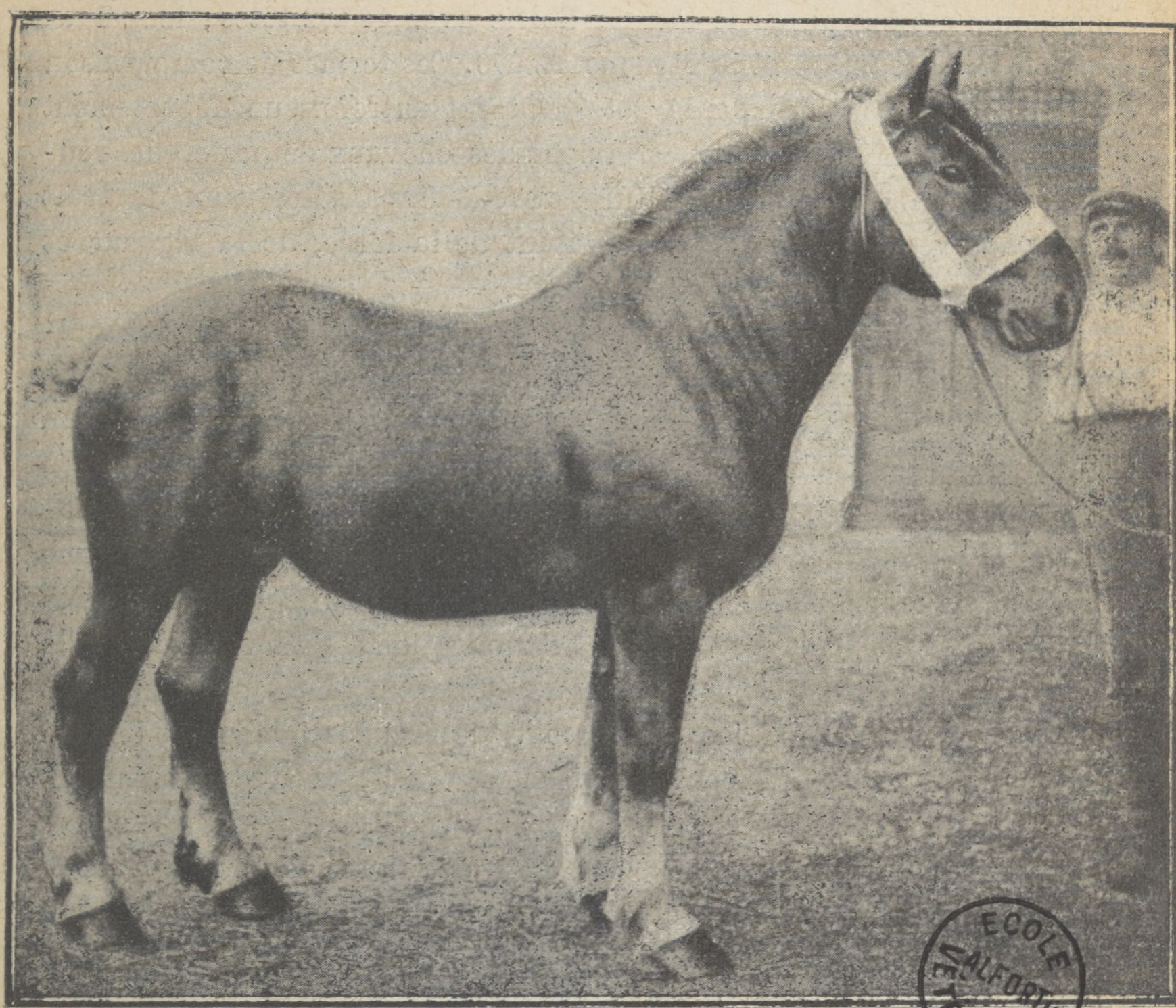
Een auxois in 1923

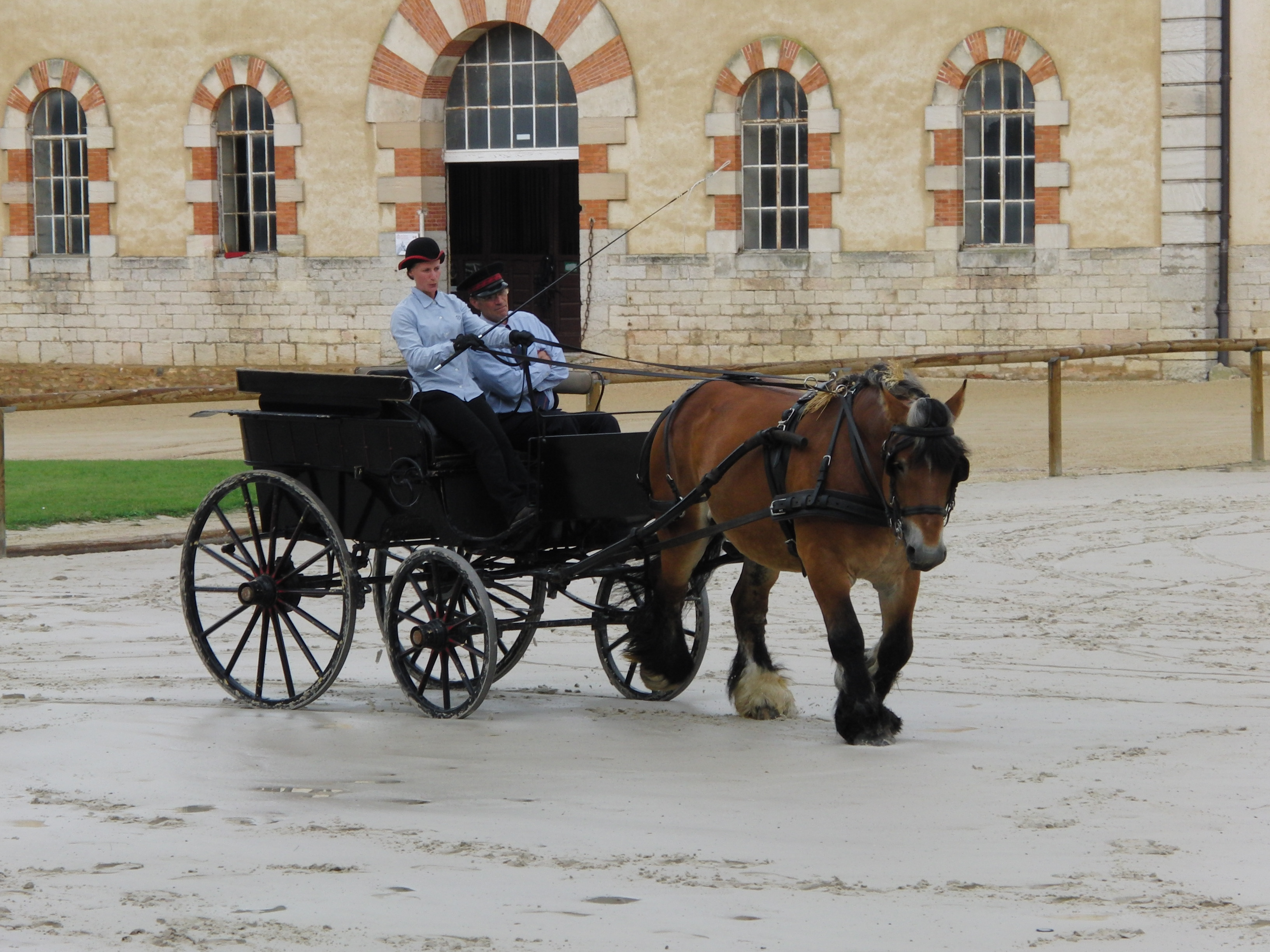
Een auxois voor een wagen

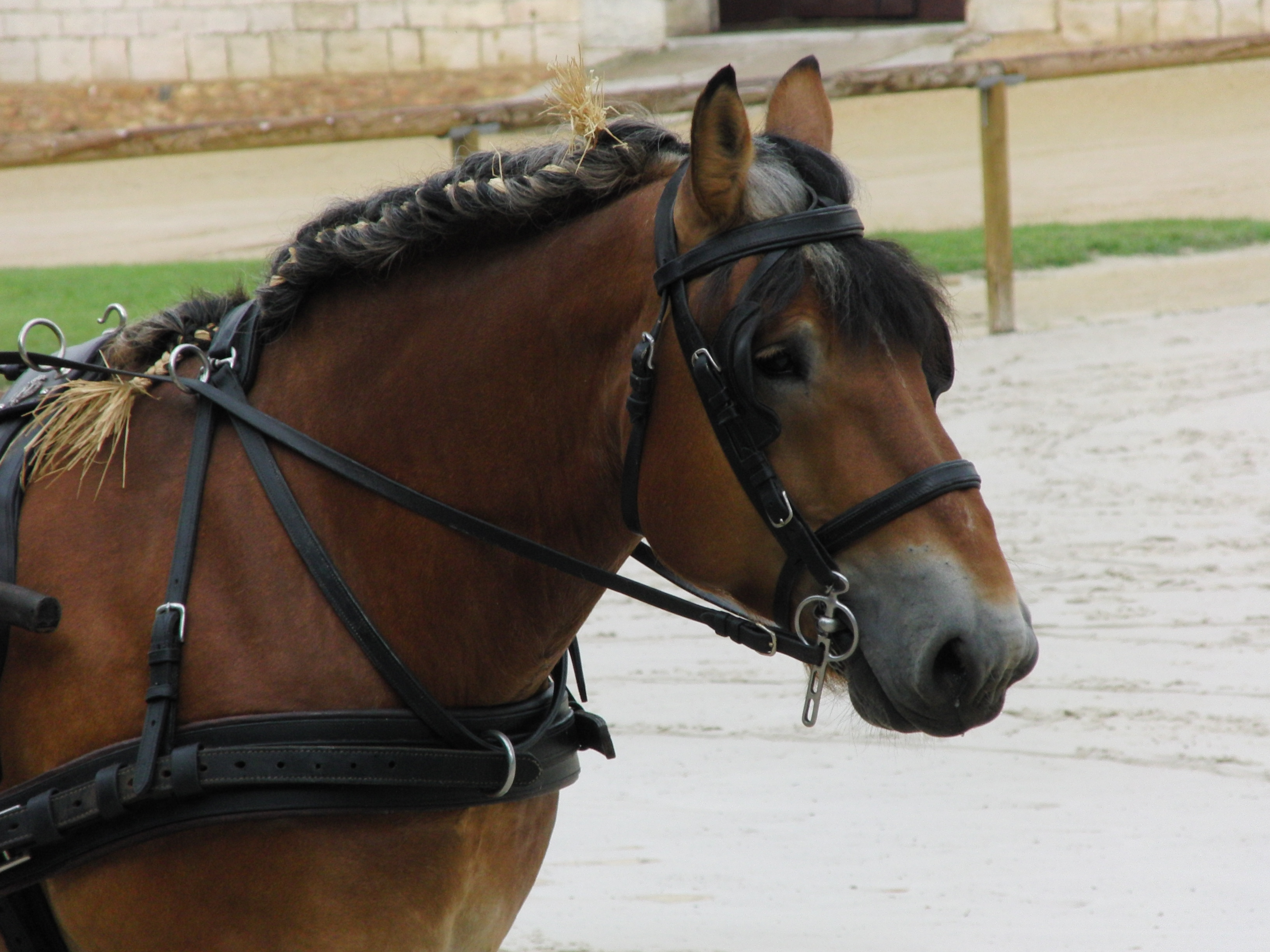
Een auxois met ingevlochten manen

De auxois is een paardenras dat oorspronkelijk uit het oosten van Frankrijk komt. Het is een groot ras, sommige paarden wegen meer dan 910 kilogram.
Ze werden gefokt voor hun vlees, voor de landbouw en voor recreatie. Over het algemeen zijn deze paarden sterk en gespierd in aanzicht. Meestal zijn ze bruin of bruinroan, maar sommige andere kleuren worden ook toegestaan door het stamboek. Ze staan bekend om hun gehoorzaamheid en kracht.
De auxois is een directe verwant van de bourguignon, een ras dat bestond in de middeleeuwen. In de 19e eeuw werd er bloed van andere Franse trekpaarden ingebracht. Dit was voordat het stamboek werd opgericht in 1912. Na het ontstaan van het stamboek mochten alleen raszuivere kruisingen van auxois, ardenners en Trait-du-Nords geregistreerd worden. De Eerste Wereldoorlog maakte een eind aan de pogingen een rasstandaard te maken, maar in 1920 werd het voortgezet en tot de Tweede Wereldoorlog was de auxois de trots van de lokale boeren. De piek van het ras werd bereikt in de jaren dertig, maar in de jaren zestig ging het aantal gestaag naar beneden door de komst van de mechanisatie.
In de jaren zeventig was de auxois bijna uitgestorven. Daarnaast wilde de Franse overheid dat de boeren de trekpaarden voor de vleesindustrie gingen gebruiken in plaats van voor de landbouwindustrie. Maar de vleeskwaliteit van de auxois was niet bijzonder hoog en de tegenvallende markt voor paardenvlees zorgde voor een versnelde daling van het aantal Franse trekpaarden.
In de jaren negentig veranderde de Franse overheid haar beleid over het fokken voor vlees en begon met een promotie om met deze paarden te fokken voor recreatie. De auxois blijft een van de rassen met het minst aantal geregistreerde paarden van Frankrijk, namelijk van de negen bestaande trekpaardrassen staat hij op nummer acht.

## Raskenmerken
De auxois is een groot paard, groter dan de ardenner en bijna zo groot als de Trait-du-Nord. Hij heeft een gespierde bouw, tenslotte was hij gefokt voor zwaar trekwerk. De gemiddelde hoogte ligt tussen de 160 en 170 cm bij hengsten, bij merries ligt de hoogte tussen de 163 en 170 cm. Het gewicht kan variëren van 700 tot wel 910 kilogram, afhankelijk van voor welk doel het dier gefokt is; vleesindustrie, landbouw of recreatie.
Zijn hoofd is relatief kort, met een breed voorhoofd. De nek is ook kort maar gespierd, zijn schouders lang en glooiend en zijn borst breed maar diep. Het lichaam is stevig, met een brede, korte rug. Zijn achterhand is erg gespierd. De benen zijn robuust, al kunnen ze wat klein lijken in verhouding tot het lichaam. Over het algemeen hebben ze minder beharing op de benen dan de andere Franse trekpaarden. Paarden die geregistreerd staan in het stamboek mogen gebrandmerkt worden aan de linkerzijde van de nek met de letters "TX". Dit brandmerk wordt aangebracht tijdens keuringen als ze ruim twee jaar zijn.
Auxois zijn meestal bruin of bruinroan van kleur, maar ook vos en vosroan komen voor, net als bij de Ardenner. Schimmel en zeehondbruin (later vertaald naar zwart pangaré, deze paarden zijn genetisch gezien bruin, niet zwart met pangaré markeringen) worden ook geaccepteerd bij het stamboek, andere kleuren worden niet toegestaan. De auxois staat bekend om zijn kracht en gehoorzaamheid, ze hebben een kalm en zacht karakter. Net als de ardenner, is de auxois makkelijk om te houden. Hij kan buiten blijven het hele jaar door, zelfs in erg koude klimaten zoals soms gezien in Morvan en Nièvre.
Het grootste gedeelte van de auxois wordt nog steeds gefokt voor de vleesindustrie; in 2001 werd 50% van de gefokte dieren naar de slachterij gestuurd. Zijn kracht en gangen maken hem echter ook gewild voor recreatie, wedstrijden en paardentoerisme. De kleinere paarden van het ras worden gebruikt voor de paardenmelkerij. Ook wordt de auxois gebruikt voor feesten, zoals bruiloften en historische nabootsingen. Hij wordt ook ingezet in het bos en bij het bijhouden van de landelijke weggetjes, en sinds omstreeks 2000 wordt hij weer meer in de landbouw gebruikt, bij bijvoorbeeld boerderijen, tuinen en in wijngaarden.

## Geschiedenis
De historie van de auxois ligt dicht in zijn thuisland, waarnaar hij ook vernoemd is. De rijke weilanden van het voormalige graafschap Auxois, dat ongeveer de departementen Côte-d'Or en Saône-et-Loire en gedeelten van Yonne en Nièvre omvat, bevorderen de fok van grote Franse trekpaarden. De erkenning van de auxois dateert terug tot begin 20e eeuw, waardoor hij vrij nieuw is vergeleken met andere Franse trekpaarden.
De auxois is een directe nakomeling van de bourguignon, een ras dat bestond in de middeleeuwen. Dit was een robuust, klein, sterk paard gebruikt voor de koets maar ook voor onder het zadel. Een andere theorie zei dat de auxois afstamde van een nog veel ouder ras, de solutre, wiens botten zijn gevonden in het gebied waar er met het ras gefokt werd. Van oorsprong woonde een ander oud ras, de morvan, ook in dit gebied, maar door het kruisen met de auxois is dat ras er compleet in opgegaan. In 1840 werd er percheronbloed ingebracht, gevolgd door bloed van de boulonnais in 1860 en bloed van de ardenner en vermoedelijk de nivernais aan het eind van de 19e eeuw. Er werd niet echt gefokt op een bepaald standaardtype, dus de fysieke kenmerken verschilden dan ook sterk van elkaar.
Fokkers introduceerden hengsten vanuit het buitenland voordat er een stamboek werd gemaakt. Het ras ontleende zijn naam aan "de rijke velden van Auxois", waar de kruisingen en de selectie van dit nieuwe ras plaatsvond. De lokale merries die gefokt waren volgens de standaarden van de 19e eeuw werden gekruist met hengsten van de ardenner en Trait-du-Nord. Deze waren gewild door hun kracht en grootte, waardoor ze geschikt waren voor de landbouw. De geboorteplaats is rond de stoeterij van Cluny. Hij werd in eerste instantie gezien als een subtype van de ardenner.
De eerste pogingen in 1903 en 1904 om een stamboek samen te stellen, mislukten. In 1912 werd er weer een poging gedaan, ditmaal met succes. Het stamboek werd gecreëerd in Dijon in 1913. In het stamboek werd vermeld dat alleen zuiver gefokte kruisingen van de auxois of ardenner en Trait-du-Nord mochten worden geregistreerd. Echter, in 1917, waren de fysieke kenmerken nog steeds niet op één lijn, de leiders van de paardenfokkerij waren kritisch en twijfelden of de auxois wel een ras op zich was en niet gewoon een subtype van de ardenner. Ze waren er ook niet zeker van of het goed was nog een Frans ras toe te voegen, aangezien er al zoveel waren.

### Wereldoorlog I en Wereldoorlog II
De Eerste Wereldoorlog stopte de poging om een rasstandaard te maken, en deze werd niet eerder voortgezet dan in het jaar 1920. Binnen een paar jaar werd vastgesteld dat de ideale hoogte 160 cm was, en de fokkerijen verspreidden zich over Auxois en aangrenzende gebieden. 
Tussen de Eerste en de Tweede Wereldoorlog was de auxois de trots van de lokale boeren. Voor de komst van de mechanisatie was de auxois het meest geliefde trekpaard, zelfs voor ploegwerk, waar hij het won van de charolais, die gebruikt werd als os. De auxois was uitsluitend gefokt voor de landbouw en werd ook exclusief gebruikt voor deze doeleinden. De sterkste paarden werden gebruikt in de houtindustrie en in dubbelspan op akker en veld. De auxois lag wat betreft zijn populariteit in competitie met de nivernais; het was dan ook niet ongewoon dat de boer zowel de zwarte nivernais als de roodbruine ardenner en de auxois in zijn bezit had, zodat hij aan alle mogelijke kleurvoorkeuren van de toekomstige kopers kon voldoen.
In het begin van de jaren dertig was de auxois fysiek op zijn best. Hij werd, net als de ardenner en de Trait-du-Nord, beschreven als een geboren ploegpaard, met een nek die van nature zo laag gehouden werd, dat zijn neus bijna de grond raakte. Hij was gefokt puur voor het trekken van zware lasten over korte afstanden. Op hetzelfde moment werd de auxois populairder dan de nivernais en werd hij gezien als een zuidelijke versie van het ardenner trekpaard. Kooplieden die de Bourgondische paardenmarkt bezochten, waardeerden het ras enorm en vonden het prettig dat deze bruin was in plaats van het lichtgrijze van de percheron of het zwarte van de nivernais, want het bruine verbloemde de viezigheid beter. De piek in de populaties van de auxois en andere Franse trekpaarden stopte in de jaren zestig met de opkomst van de landbouwmechanisatie.

### Periode na de oorlog tot 1990
Gedurende de Tweede Wereldoorlog werd de brandstof gebruikt door het leger, dus bleef er weinig over voor de boeren. Daarom bleven deze paarden de sleutel tot de landbouw tot het einde van de oorlog. Na de oorlog mechaniseerden de boeren hun boerderij. De auxois en de andere Franse trekpaarden verdwenen snel na de mechanisatie. De populatie ging snel omlaag in de jaren vijftig en zestig. Tegen de jaren zeventig was de auxois zo goed als verdwenen, alhoewel sommige boeren nog een aantal merries overhadden waarmee ze meededen aan traditionele wedstrijden.
In 1970 werd Henry Blanc de nieuwe directeur van de Franse Nationale Stoeterij, Haras nationaux. Hij stelde voor deze trekpaarden te fokken voor de slachterij, dus voor productie van paardenvlees. De stoeterij moedigde de boeren aan moeilijk verkoopbare paarden vet te mesten en te verkopen voor het vlees. Fokken voor paardenvlees was enerzijds de redding voor de auxois, het hield de genenpool intact, maar nu er gefokt werd voor vlees, werd er niet meer gelet op kracht, maar op grootte. Hoe groter, hoe meer vlees, hoe hoger de opbrengst. In 1976 veranderde een Frans decreet de naam van de auxois van trekpaarden naar "zware paarden" en moedigde de boeren aan om te selecteren op de grootste, zwaarste hengsten, om het gemiddelde gewicht omhoog te brengen. De Nationale Stoeterij accepteerde deze verandering. Tussen 1950 en 1980 ging het gewicht van de auxois van 650 tot 800 kilogram naar 800 tot 1000 kilogram of zelfs meer.
Maar de omschakeling naar paardenvlees was niet goed voor de auxois. De keuze ging meer uit naar de percheron, die kwalitatief hoger zat qua vlees. De ardenner en de auxois werden daarentegen gezien als de laagste kwaliteit. Daardoor kwam de beloofde markt niet op gang en tegelijkertijd werden de Franse slachthuizen overpoeld door de import van goedkope paarden uit Amerika en Oost-Europa. Omdat het paardenvlees van de auxois niet winstgevend was en dat van vele andere rassen ook niet, ging de populatie nog verder omlaag tot 1994. Het dieptepunt in de prijzen dwong de Nationale Stoeterij om de activiteiten van de Franse trekpaarden te veranderen.
In het begin van de jaren negentig kwam er een herleving in het recreatief rijden in Frankrijk, terwijl de consumptie van paardenvlees daalde. In 1991 begon het Agrarische College van Semur-en-Auxois met de productie van paardenmelk in Bierre-lès-Semur; hier werden de auxoismerries voor gebruikt. In 1994 publiceerde de Journal Officiel, het Franse staatsblad, dat er een decreet kwam dat de benaming "zwaar paard", die al twintig jaar gebruikelijk was, weer terugging naar "trekpaard". Een ander decreet stelde dat er een verbod kwam op het inkorten van de staarten. Franse boeren begonnen weer met fokken voor recreatief rijden en voor landbouw, en de Franse Stoeterij ging hiermee akkoord. In juli 1998 werd er een promotiecentrum geopend voor de auxois in Bierre-lès-Semur. Door departementen en regionale subsidies konden zij de auxois aanprijzen. Over het algemeen richtte men zich op het trainen en inrijden van jonge paarden, maar ook op het helpen met geboortehulp, beslaan en wedstrijden. In 1999 werd er onderzoek gedaan onder de boeren: zij verzetten zich tegen het veranderen van het ras. De auteur raadde aan het standaardtype uit te breiden om andere markten aan te boren en redde de auxois op deze manier van uitsterving.

### Heden
Sinds het maken van het stamboek is het zo gebleven dat alleen zuiver gefokte auxois en gekruiste ardenners en Trait-du-Nords ingeschreven mogen worden. Dit wordt gedaan om de raskenmerken te behouden, welke nu lichter en actiever zijn nu het dier niet meer gefokt wordt voor de vleesindustrie. Paarden die gefokt zijn door kunstmatige inseminatie of in-vitrofertilisatie mogen wel ingeschreven worden, dieren die gekloond worden niet. De Syndicat du Cheval de Trait Auxois (Associatie van het Auxois-trekpaard) is het nationale registratiepunt dat de promotie regelt, het stamboek hanteert en op de rasstandaard let. Er wordt jaarlijks een fokcompetitie gehouden in Bierre-lès-Semur. De auxois wordt ook veel gezien op de Internationale Landbouwshow in Parijs.
De populatie van de auxois is nog steeds heel laag en het is een van de zeldzaamste Franse trekpaardrassen. In 2001 stonden ze op de achtste plek van de negen Franse rassen, waardoor de kans op inteelt erg hoog ligt. In 2006 waren er 250 actieve fokmerries en 32 hengsten geregistreerd, met 125 fokkers (als fokker wordt gezien elkeen die één of meer actieve fokmerries in zijn bezit heeft). In 2007 vertegenwoordigde de auxois 1% van de totale Franse trekpaardenregistraties. Bourgondië is veruit het grootste fokgebied, met een paar paarden in Rhône-Alpes en in Auvergne. Er zijn geen geregistreerde auxois buiten Frankrijk en ze zijn bijna onbekend buiten hun thuisgebied. Daarnaast is de auxois de enige van de negen Franse trekpaarden die niet geëxporteerd is. Tussen 1992 en 2011 werden er elk jaar tussen de 80 en 146 veulens geboren, met nummers van 105 tot 128 tussen 2007 en 2011.